# Nikołaj Kaszyn
Nikołaj Iwanowicz Kaszyn (ros. Николай Иванович Кашин, ur. 25 grudnia 1911?/7 stycznia 1912 we wsi Czadroma w obwodzie archangielskim, zm. 30 marca 1955 w Archangielsku) – radziecki wojskowy, politruk, Bohater Związku Radzieckiego (1945).

## Życiorys
Urodził się w rodzinie chłopskiej. Skończył 5 klas szkoły i kursy, od 1939 należał do WKP(b), pracował jako instruktor w dziale kadr w rejonowym komitecie partyjnym, od stycznia do kwietnia 1940 i ponownie od września 1941 służył w Armii Czerwonej. Na początku 1940 uczestniczył w wojnie z Finlandią, a od grudnia 1941 w wojnie z Niemcami, był partorgiem (organizatorem partyjnym) 459 pułku piechoty 42 Dywizji Piechoty 49 Armii 2 Frontu Białoruskiego w stopniu majora, 23–27 czerwca 1944 podczas operacji białoruskiej brał udział w walkach w obwodzie mohylewskim, forsując rzekę Basia i Dniepr. Wkrótce potem został zastępcą dowódcy pułku ds. politycznych, przeszedł szlak bojowy do Łaby, był dwukrotnie ranny. Po wojnie pracował w Radzieckiej Administracji Wojskowej w Niemczech (w Turyngii), po powrocie do ZSRR w styczniu 1948 został rejonowym komisarzem wojskowym w Archangielsku, w 1953 ukończył kursy doskonalenia kadry oficerskiej, otrzymał stopień podpułkownika. W miejscowości Oktiabrskij jego imieniem nazwano ulicę.

## Odznaczenia
- Złota Gwiazda Bohatera Związku Radzieckiego (24 marca 1945)
- Order Lenina
- Order Wojny Ojczyźnianej I klasy
- Order Wojny Ojczyźnianej II klasy
- Order Czerwonej Gwiazdy
- Medal „Za zasługi bojowe”
- Medal „Za obronę Radzieckiego Obszaru Podbiegunowego”
- Medal „Za zwycięstwo nad Niemcami w Wielkiej Wojnie Ojczyźnianej 1941–1945”
- Medal „Za wyzwolenie Warszawy”
- Medal „Za zdobycie Królewca”
- Medal jubileuszowy „30 lat Armii Radzieckiej i Floty”